# Wonderland (Natalia Kills)
Wonderland è il secondo singolo estratto dall'album di debutto di Natalia Kills, intitolato Perfectionist. Il singolo è stato pubblicato il 4 aprile 2011.
La canzone è stata scritta dalla stessa Natalia Kills, insieme a Theron Feemster e Michael Warren e fa anche parte della colonna sonora del film Beastly con Vanessa Hudgens.

## Video
Del singolo è uscito anche un videoclip, girato a gennaio e pubblicato il 6 aprile 2011.
Natalia incappucciata è trascinata da un manipolo armato in un appartamento in cui ha posto una tavola imbandita. Siedono al tavolo uomini e donne col viso coperto da una maschera da coniglio che degustano porzioni di interiora animale e dolci imbottiti di pillole. Natalia inizia a stancarsi di questo pasto e sale in piedi sulla tavolata calciando le pietanze servite. I soldati accorrono allora per sottomettere la ribelle e picchiano i commensali, afferrano la cantante e la spingono a forza fuori, dove il boia la decapita su un ceppo. Esistono due versioni del video, una censurata e una integrale, più esplicita e violenta.

## Classifiche
| Classifica (2011) | Posizione massima |
| ----------------- | ----------------- |
| Austria           | 55                |
| Germania          | 45                |